# Shaun Hill
Shaun Christopher Hill (Parsons, 9 gennaio 1980) è un giocatore di football americano statunitense che gioca nel ruolo di quarterback per i Minnesota Vikings della National Football League (NFL). Al college giocò a football alla University of Maryland, College Park.

## Carriera professionistica

### Minnesota Vikings
Hill non fu scelto nel Draft NFL 2002 e finì per firmare coi Minnesota Vikings, dove trascorse la sua prima stagione come terzo quarterback nelle gerarchie della squadra. Entrò per la prima volta in campo nell'ultima gara della stagione 2005.
Per fare esperienza, Hill trascorse la primavera 2003 in prestito agli Amsterdam Admirals della NFL Europe, dove guidò la lega in yard passate e fu secondo in passaggi da touchdown.

### San Francisco 49ers
Nel 2006, Hill firmò con i San Francisco 49ers ma nella sua prima stagione non scese mai in campo, chiuso da Trent Dilfer e Alex Smith. Debuttò nella stagione regolare il 9 dicembre 2007, dopo che Dilfer subì una grave commozione cerebrale. Completò 22 passaggi su 27 per 181 yard e un touchdown nella sconfitta contro la sua ex squadra, i Minnesota Vikings. Malgrado le ottime statistiche fatte registrare, il giocatore fu critico verso la sua prestazione, affermando di dover migliorare in molti campi. A causa dell'infortunio di Dilfer fu nominato titolare per la gara della settimana successiva contro i Cincinnati Bengals in cui completò 21 passaggi su 28 per 197 yard, con un touchdown passato e uno segnato su corsa. Dopo questa prestazione fu nominato titolare per tutto il resto della stagione.

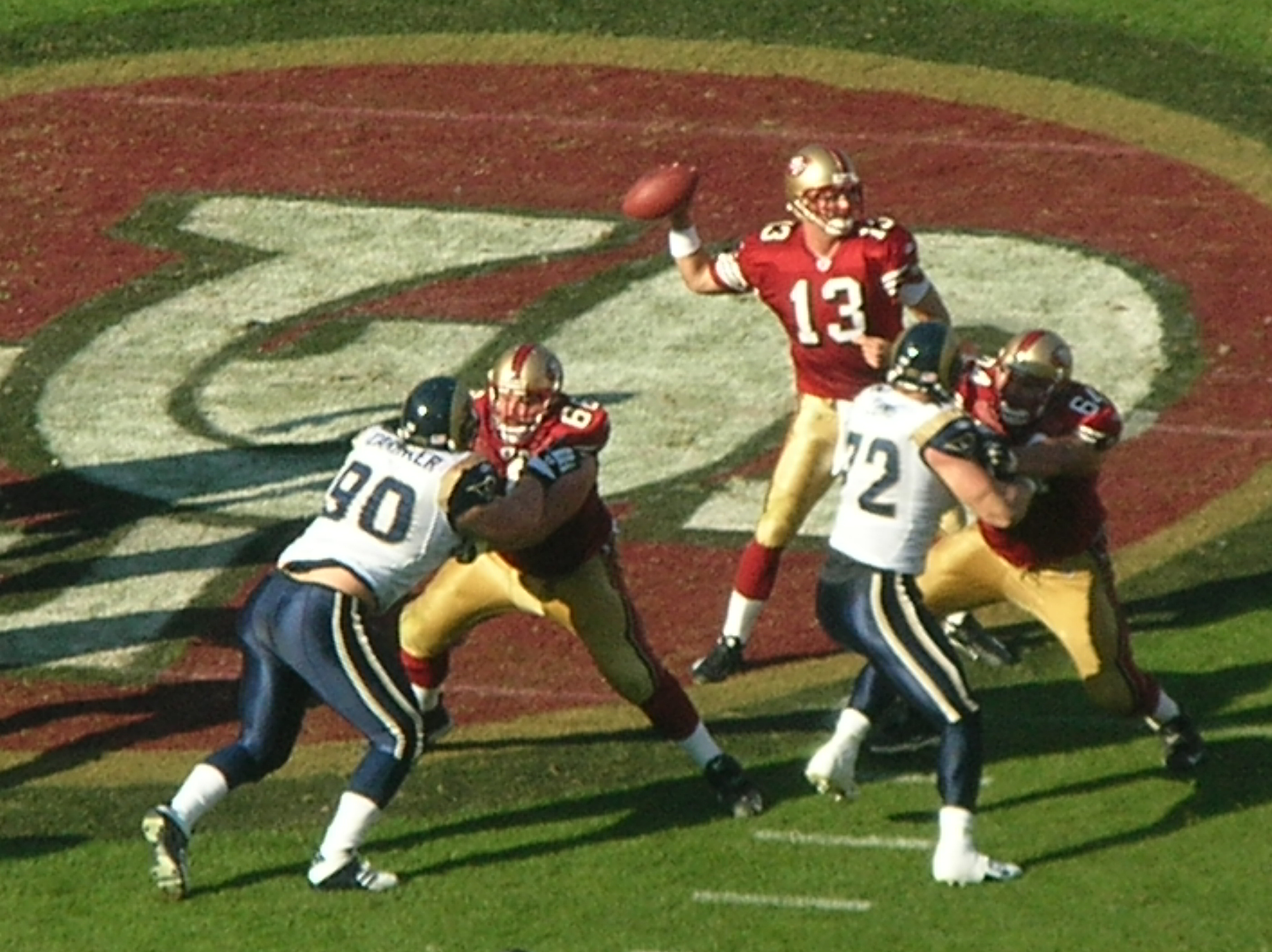
Un passaggio di Hill contro i Rams il 16 ottobre 2008.

Nel febbraio 2008, Hill firmò un nuovo contratto triennale con 49ers, iniziando la stagione come riserva di J.T. O'Sullivan dopo l'infortunio che estromise Alex Smith per tutta la stagione. Hill scese in campo per la prima volta il 27 ottobre dopo che O'Sullivan commise il secondo pallone perso, ritornato in touchdown dai Seattle Seahawks. Il subentrante Shuan completò 15 passaggi su 23 per 173 yard e un touchdown senza perdere alcun pallone, ma i 49ers persero 34–13. Dopo questa prova fu nominato dall'allenatore Mike Singletary titolare per tutto il resto del 2008. Due settimane dopo, Hill superò il suo primato personale passando 213 yard e 2 touchdown nella vittoria sui St. Louis Rams che gli valse il premio di giocatore della NFC della settimana. La sua annata terminò con un record di 5-3 come titolare, con 13 passaggi da touchdown, 2 TD segnati su corsa e 8 intercetti.
Hill iniziò la stagione 2009 come titolare malgrado l'ex prima scelta assoluta Smith si fosse ristabilita. Portò la squadra a vincere le prime due gare della stagione e sfiorò la terza contro i Minnesota Vikings che vinsero con un passaggio da touchdown di Brett Favre a due secondi dal termine. Dopo un primo tempo senza marcature nella settimana 7 contro gli Houston Texans, Hill fu sostituito da Smith che giocò bene e rimase titolare per tutto il resto dell'anno.

### Detroit Lions

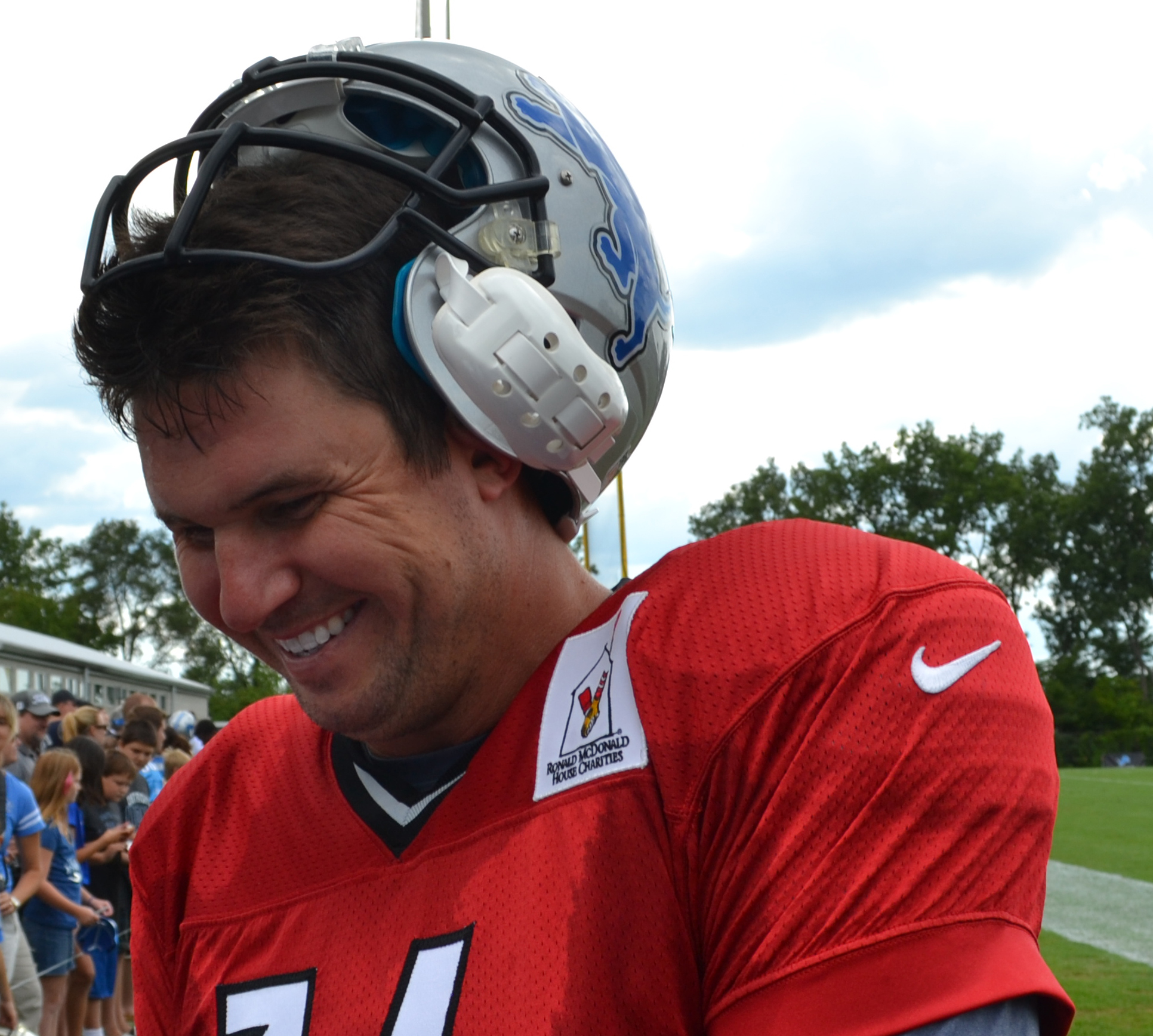
Hill nel training camp 2012 dei Lions.

Hill fu scambiato coi Detroit Lions per una scelta del settimo giro del Draft 2011 il 7 marzo 2010. Debuttò nella prima gara della stagione subentrando all'infortunato titolare Matthew Stafford, guidando la squadra a un soffio dalla vittoria. Il 17 ottobre contro i New York Giants si infortunò subendo una frattura all'avambraccio sinistro. Ristabilitosi guidò la squadra alla vittoria delle ultime due gare della stagione contro Miami Dolphins e Minnesota Vikings.
Tra il 2011 e il 2013, Hill fu sempre la riserva di Stafford scendendo in campo in quattro gare e completando complessivamente 12 passaggi su 16 con due touchdown e nessun intercetto subito.

### St. Louis Rams
Il 26 marzo 2014, Hill firmò un contratto annuale con i St. Louis Rams. Il 24 agosto, dopo l'infortunio che escluse Sam Bradford per tutta l'annata, fu nominato titolare per la prima gara della stagione regolare contro i Vikings. La sua partita ebbe però vita breve, venendo costretto ad uscire per un infortunio al quadricipite, perdendo anche la gara successiva. Dopo essere tornato disponibile, l'allenatore Jeff Fisher gli preferì il quarterback al terzo anno Austin Davis, finché, dopo una sconfitta coi Cardinals nella settimana 10, Hill tornò ad essere nominato titolare per la gara contro i Broncos, vinta a sorpresa per 22-7 col giocatore che passò 220 yard e un touchdown per Kenny Britt. Dopo una sconfitta coi Chargers, St. Louis inflisse un sonoro 52-0 ai Raiders in cui Hill passò due touchdown e ne segnò un terzo su corsa. Il vantaggio di 38-0 alla fine del primo tempo fu il più largo della storia della franchigia. Sette giorni dopo la squadra batté in trasferta i Redskins per 24-0 con 213 yard passate e 2 touchdown di Hill per Jared Cook. Fu la prima volta dal 1945 che i Rams non subirono punti per due gare consecutive. La sua stagione si chiuse con 8 touchdown passati e 7 intercetti subiti in otto gare come titolare.

### Ritorno ai Vikings
L'11 marzo 2015, Hill firmò per fare ritorno ai Vikings. Nella settimana 9 contro St. Louis, Teddy Bridgewater lasciò la partita nel secondo tempo a causa di una commozione cerebrale. Hill prese il suo posto nel resto della gara che i Vikings vinsero per 21-18 ai tempi supplementari.
Prima della stagione 2016, Bridgewater si infortunò gravemente e malgrado i Vikings avessero acquisito in uno scambio l'ex prima scelta assoluta Sam Bradford, fu Hill ad essere nominato titolare per la prima gara della stagione regolare. Anche se i Vikings vinsero per 25-16 contro i Titans, fu Bradford ed essere nominato titolare per il turno successivo.

## Palmarès
- Giocatore offensivo della NFC della settimana: 1

11ª della stagione 2008

## Statistiche
| Partite totali      | 43    |
| Partite da titolare | 34    |
| Yard passate        | 8.038 |
| Touchdown           | 49    |
| Intercetti subiti   | 30    |
| Passer rating       | 85,5  |

Statistiche aggiornate alla stagione 2014